# Enshi
Enshi (恩施市S, ĒnshīP) è una città-contea della Cina, situata nella provincia di Hubei e amministrata dalla prefettura autonoma tujia e miao di Enshi.